# Nidhal Djeghaba
Nidhal Djeghaba (de son nom complet Nidhal Baha Eddine Djeghaba, en arabe : نضال بهاءالدين جغابة), né le 9 novembre 1996 en Algérie, est un handballeur international algérien.

## Palmarès

### En équipe d'Algérie
Championnat d'Afrique
- 5e place au Championnat d'Afrique  2022 ( Égypte)